# Atilio Borón
Atilio A. Borón (Buenos Aires, 1 de juliol de 1943) és un politòleg i sociòleg argentí, doctorat en Ciència Política per la Universitat Harvard. És autor de diversos llibres de ciència social i filosofia amb orientació marxista i amb una aposta política clara de compromís amb el socialisme per a Amèrica Llatina. Actualment és professor de Teoria Política i Social, a la Facultat de Ciències Socials de la Universitat de Buenos Aires des de 1986, investigador superior del Consell Nacional d'Investigacions Científiques i Tècniques (CONICET) i director del Programa Llatinoamericà d'Educació a Distància en Ciències Socials (PLED). També treballa com a columnista en diversos mitjans i conferenciant, entre d'altres, del Fòrum Nacional d'Educació pel Canvi Social, que es realitza anualment a la Trobada Nacional d'Estudiants d'Organitzacions de Base (ENEOB) de l'Argentina. És un destacat intel·lectual que ha tingut sempre un compromís polític clar i que posseeix una vasta trajectòria acadèmica, sent secretari executiu del Consell Llatinoamericà de Ciències Socials (CLACSO) del 1997 al 2006, màxim escalafó al que pot aspirar un científic social a Amèrica Llatina. L'any 2004 li va ser conferit el premi honorífic d'assaig Ezequiel Martínez Estrada de la Casa de las Américas pel seu llibre Imperio e Imperialismo. El 17 de juliol de 2009 va rebre el Premi Internacional UNESCO-José Martí.

## Obres publicades[1]

### Autoria pròpia
- 2008: Consolidando la explotación. La academia y el Banco Mundial contra el pensamiento crítico (Córdoba: Editorial Espartaco)
- 2008: Socialismo siglo XXI. ¿Hay vida después del neoliberalismo? (Buenos Aires: Edicions Luxemburg)
- 2008: Estado, capitalismo y democracia en América Latina (País Basc: Edicions Hiru) Edició corregida i augmentada.
- 2007: Reflexiones sobre el poder, el estado y la revolución (Córdoba: Editorial Espartaco). ISBN 978-9871277-05-6. Reedició ampliada d'un text originàriament publicat a l'Havana, Cuba, pel Centre d'Investigació i Desenvolupament de la Cultura Cubana Juan Marinello el 2006.
- 2003: Filosofía Política Marxista (São Paulo: Cortez Editora).
- 2002: Imperio e Imperialismo. Una lectura crítica de Michael Hardt y Antonio Negri (Buenos Aires: CLACSO).
- 2000: Tras el búho de Minerva. Mercado contra democracia en el capitalismo de fin de siglo (Buenos Aires: Fondo de Cultura Económica/CLACSO)

### Autoria compartida
- 2009: El lado oscuro del imperio. La violación de los derechos humanos por los Estados Unidos, amb Andrea Vlahusic (Caracas: Red de Intelectuales y Artistas en Defensa de la Humanidad)

### Compilacions
- 2009: La Filosofía Política Clásica. De la Antigüedad al Renacimiento (Buenos Aires: Edicions Luxemburg; L'Havana: Editorial de Ciencias Sociales, 2006).
- 2008: Filosofía Política Moderna. De Hobbes a Marx (Buenos Aires: Edicions Luxemburg; L'Havana: Editorial de Ciencias Sociales, 2007).
- 2008: Teoría y Filosofía Política. La tradición clásica y las nuevas fronteras (L'Havana: Editorial de Ciencias Sociales)
- 2006: La teoría marxista hoy. Problemas y perspectivas, coeditat amb Javier Amadeo i Sabrina González (Buenos Aires: CLACSO). En portuguès a través de l'Editorial de los Sem Terra: Ediçao Popular, Sao Paulo, 2008.
- 2005: Politics and Social Movements in a Hegemonic World. Lessons from Africa, Asia and Latin America, coeditat amb Gladys Lechini (Buenos Aires: CLACSO)
- 2004: Nueva Hegemonía Mundial. Alternativas de cambio y movimientos sociales (Buenos Aires: CLACSO).
- 2003: Filosofía Política Contemporánea. Controversias sobre civilización, imperio y ciudadanía (Buenos Aires: CLACSO).
- 2002: Teoría y Filosofía Política. La recuperación de los clásicos en el debate latinoamericano, coeditat amb Álvaro de Vita (Buenos Aires: CLACSO).

### Capítols en altres llibres
- 2007: Biocombustibles: el porvenir de una ilusión, al llibre de Fidel Castro i altres: Tanques llenos, estómagos vacíos. La amenaza de los agrocombustibles (Buenos Aires: Edicions Luxemburg)
- 2007: Aristóteles en Macondo. Notas sobre el fetichismo democrático en América Latina, al llibre de Guillermo Hoyos Vázquez (compilador): Filosofía y teorías políticas entre la crítica y la utopía (Buenos Aires: CLACSO)
- 2006: The Truth about Capitalist Democracy, al llibre de Leo Panitch i Colin Leys (editors): Socialist Register: Telling the Truth (Regne Unit: The Merlin Press) L'edició en castellà: La verdad sobre la democracia capitalista a Socialist Register en castellà (Buenos Aires: Edicions del Centro Cultural de la Cooperación i CLACSO)
- 2005: After the Sacking: Latin American Capitalism at the Beginning of the XXI Century, al llibre coeditat amb Gladys Lechini: Politics and Social Movements in a Hegemonic World. Lessons from Africa, Asia and Latin America (Buenos Aires: CLACSO)
- 2005: Presentación, a l'edició de Fidel Castro: La historia me absolverá (Buenos Aires: Editorial Luxemburg)
- 2005: Alfonso Sastre y la batalla de ideas, pròleg a la nova edició de La batalla de los intelectuales o Nuevo discurso de las armas y las letras (Buenos Aires: CLACSO) pàgs 9-27. ISBN 987-1183-17-8.
- 2004: Estudio introductorio: La actualidad del ¿Qué hacer?, a l'edició de Lenin: ¿Qué hacer? (Buenos Aires: Editorial Luxemburg)
- 2004: El ajedrez del imperio, al llibre de Claudio Albertani (compilador): Imperio y movimientos sociales en la edad global (Mèxic: Editorial de la Universidad de la Ciudad de México)
- 2004: El debate sobre Antonio Negri, Michael Hardt y John Holoway, al llibre de Claudio Albertani (compilador): Imperio y movimientos sociales en la edad global (Mèxic: Editorial de la Universidad de la Ciudad de México)
- 2004: Hegemonía e imperialismo en el sistema internacional, al llibre d'Atilio A. Borón (compilador): Nueva Hegemonía Mundial Alternativas de cambio y movimientos sociales (Buenos Aires: CLACSO)

### Articles de revista
- 2008: Teoría(s) de la dependencia, a Realidad Económica (Buenos Aires), núm. 238 (agost-setembre)
- 2007: La experiencia de la "centroizquierda" en la Argentina de hoy, a Revista Casa de las Américas (L'Havana), núm. 246.
- 2006: La mentira como principio de política exterior de Estados Unidos hacia América Latina, a Foreign Affairs en castellà (Ciutat de Mèxic)
- 2005: Les défis de la gauche latino-americaine à l'aube du 21º siècle, a Alternatives Sud (Lovaina: CETRI), vol. 12, núm. 2.